# محمود عبد الرحمن
محمود عبد الرحمن حيدر الشهير باسم رينغو (22 نوفمبر 1984) لاعب كرة قدم بحريني يلعب حاليا لصالح نادي الدرجة الأولى المحرق البحريني في مركز الجناح الأيسر من 2016 كما يجيد اللعب في مراكز الوسط الأيسر والوسط المهاجم والوسط المحوري.

## مسيرته
بدأ مسيرته الكروية مع نادي المحرق، وفي يوم 12 ديسمبر 2008 نفى انتقاله إلى أي نادي خليجي ، وقال بأنه لم يتلق عرضا رسميا من أي نادي خليجي ، وقال بأنه يتمنى بأن يلعب مع نادي القادسية الكويتي وبأنه تلقى اتصال من أحد الإداريين في النادي ولكن الموضوع توقف بعد تعليق النشاط الكروي في الكويت وقال بأنه يعرف عدد من لاعبي القادسية ويعجبه لعبهم مثل بدر المطوع وأحمد عجب وعلي الشمالي وحمد العنزي ، وفي يوم 19 ديسمبر 2008 أعلن نادي المحرق بأنه لم يتسلم أي خطاب أو كتاب من نادي القادسية حتى الآن ، وفي يوم 2 يناير 2009 أعلن فواز الحساوي نائب رئيس نادي القادسية الكويتي ومدير الكرة في النادي عن ضم اللاعب إلى صفوف الفريق بعد المفاوضات التي قام بها النادي مع نادي المحرق، حيث ذهب ناصر الشرهان في يوم 1 يناير 2009 إلى البحرين للتوقيع مع اللاعب بعد أخذ رأي المدرب محمد إبراهيم، واعتبر الحساوي قدوم رينغو إضافة مهمة إلى نادي القادسية، وبهذا يصبح اللاعب ثالث لاعب بحريني يلعب مع نادي القادسية بعد طلال يوسف ومحمد حسين واللاعب الخليجي الأول في الفريق في موسم 2008/2009 ، وسيكون انتقال اللاعب حتى نهاية موسم 2008/2009 وسيشارك مع الفريق بعد كأس الخليج 2009 ، وتقدر الصفقة ب150 ألف دولار أمريكي ، وتكفل بالصفقة فواز الحساوي ، وفي أول ظهور له مع نادي القادسية في 13 يناير 2009 في كأس الاتحاد الكويتي 2008/2009 سجل هدف من ركلة جزاء في مباراة القادسية مع نادي الشباب الكويتي في المباراة التي انتهت بفوز القادسية 3-1، وقد شارك كبديل في الشوط الثاني.
في يوم 2 يناير 2009 تم اختياره ضمن منتخب العرب الذهبي من قبل مجلة الأهرام العربي ، وفي يوم 5 فبراير 2009 حل في المركز الثاني برصيد 117 صوت في استفتاء موقع كورة لاختيار أفضل لاعب بحريني خلف محمد سيد عدنان الذي حصل على 210 صوت.
وهو يلعب مع منتخب البحرين لكرة القدم منذ 20 يناير 2006 (وقيل 2007). حتى 2016.

## أهدافه في الدولية
Scores and results list Bahrain's goal tally first.
| #   | تاريخ          | الملعب                                    | الخصم        | الهدف | النتيجة | المنافسة                          |
| --- | -------------- | ----------------------------------------- | ------------ | ----- | ------- | --------------------------------- |
| 1.  | 30 يونيو 2007  | ملعب ماي دينه الوطني، هانوي، فيتنام       | فيتنام       | 1–0   | 3–5     | ودية                              |
| 2.  | 21 أكتوبر 2007 | استاد البحرين الوطني، مدينة عيسى، البحرين | ماليزيا      | 1–0   | 4–1     | تصفيات كأس العالم لكرة القدم 2010 |
| 3.  | 20 أغسطس 2008  | استاد البحرين الوطني، مدينة عيسى، البحرين | بوركينا فاسو | 3–1   | 3–1     | ودية                              |
| 4.  | 11 فبراير 2009 | ملعب باختاكور المركزي، طشقند، أوزبكستان   | أوزبكستان    | 1–0   | 1–0     | تصفيات كأس العالم لكرة القدم 2010 |
| 5.  | 23 مارس 2009   | استاد البحرين الوطني، مدينة عيسى، البحرين | زيمبابوي     | 5–0   | 5–2     | ودية                              |
| 6.  | 17 يونيو 2009  | استاد البحرين الوطني، مدينة عيسى، البحرين | أوزبكستان    | 1–0   | 1–0     | تصفيات كأس العالم لكرة القدم 2010 |
| 7.  | 31 أغسطس 2009  | استاد البحرين الوطني، مدينة عيسى، البحرين | إيران        | 2–0   | 4–2     | ودية                              |
| 8.  | 25 فبراير 2010 | ملعب طحنون بن محمد، العين، الإمارات       | الكويت       | 1–4   | 1–4     | ودية                              |
| 9.  | 29 فبراير 2012 | استاد البحرين الوطني، مدينة عيسى، البحرين | إندونيسيا    | 3–0   | 10–0    | تصفيات كأس العالم لكرة القدم 2014 |
| 10. | 29 فبراير 2012 | استاد البحرين الوطني، مدينة عيسى، البحرين | إندونيسيا    | 4–0   | 10–0    | تصفيات كأس العالم لكرة القدم 2014 |

## الإنجازات

### الأندية

#### المحرق
- الدرجة الأولى (6): 2004، 2006، 2007، 2008، 2011، 2015
- كأس ملك البحرين (5): 2005، 2008، 2011، 2012، 2013
- كأس ولي العهد (3): 2006، 2007، 2008
- كأس الاتحاد الآسيوي (1): 2008
- كأس الاتحاد البحريني (1): 2005
- كأس الخليج للأندية (1): 2012

#### القادسية
- الدوري الكويتي (1): 2009
- كأس ولي العهد (1): 2009
- كأس الاتحاد الكويتي (1): 2009

### الشخصية
اختياره ضمن منتخب العرب الذهبي من قبل مجلة الأهرام العربي
اختيار اللجنة الفنية هدفه على منتخب أوزبكستان بتصفيات كأس العالم كثاني أفضل هدف بيوم 11 فبراير.

## وصلات خارجية
- محمود عبد الرحمن على موقع الاتحاد الدولي (مؤرشف)  (الإنجليزية)
- محمود عبد الرحمن على موقع قاعدة بيانات كرة القدم.إي يو (الإنجليزية)
- محمود عبد الرحمن على موقع ناشيونال فوتبول تيمز (الإنجليزية)
- محمود عبد الرحمن على موقع Soccerway.com (الإنجليزية)
- محمود عبد الرحمن على موقع عالم كرة القدم.نت (الإنجليزية)
- موقع نادي القادسية الرسمى
- موقع جماهير نادي القادسية